# Медий Лариски
Медий (на старогръцки: Μήδιος, Медиос) е адмирал и приятел на Александър Велики.
Той е тесалиец и произлиза от княжеската фамилия от Лариса. Син е на Окситем. Участва от началото на азиатския поход на Александър Велики и през 326 г. пр. Хр. е триерарх на флотата от триреми на река Инд. Освен това той е от благородническите съветници на Александър и в неговата свита (хетери).
През края на май 323 г. пр. Хр. той организира празненството за близки приятели във Вавилон, след което Александър се разболява и умира след по-малко от 2 седмици. Разказва се, че слугата Йолай, синът на Антипатър, е сложил отрова в чашата с вино на Александър.
След това Медий е командир на флота при Пердика и след неговата смърт (321 г. пр. Хр.) при Антигон I Монофталм. През 314 г. пр. Хр. той побеждава 36 вражески кораба – вероятно египетски.
През 313 г. пр. Хр. заедно със сухопътния генерал Доким завладява Милет. След това Милет получава свободна конституция. С флота от 100 кораба Медий отпътува от Мала Азия към Ореос на остров Евбея, където с 20 кораба пристига и Телесфор, племенник на Антигон, и запалват корабите на Касандър.
През 312 г. пр. Хр. Медий транспортира на 150 военни кораба войската на генерал Птолемей, друг племенник на Антигон, в Беотия, за да се сражава с Касандър в Гърция.
През 306 г. пр. Хр. Медий e командир на флота на сина на Антигон Деметрий Полиоркет в морската битка при Саламин на Кипър, при която побеждават Птолемей I. През 303/302 г. пр. Хр. Медий е награден в Атина.
Според Страбон Медий e написал история за Александър Велики. (FGrHist, нр. 129).